# Elateropsis scabrosus
Elateropsis scabrosus là một loài bọ cánh cứng trong họ Cerambycidae.